# Observatoire syrien des droits de l'homme
L'Observatoire syrien des droits de l'homme (OSDH) (en arabe : المرصد السوري لحقوق الإنسان ; en anglais : Syrian Observatory for Human Rights, abrégé SOHR) est une ONG syrienne de défense des droits de l'homme qui, à partir d'un réseau de sources sur le terrain, propose des bilans chiffrés des victimes du conflit armé.
Au cours de la guerre civile syrienne, les trois grandes agences de presse internationales, l'AFP, Reuters et Associated Press s'appuient sur les communiqués de l'OSDH. La neutralité et la fiabilité de cet organisme sont cependant contestées par certains experts du conflit.

## Historique
Créé en mai 2006,,, à Coventry au Royaume-Uni, l'OSDH est dirigé par Rami Abdel Rahmane, de son vrai nom Oussama Ali Souleiman,. Né à Baniyas en Syrie, présenté comme musulman ou laïc selon les sources,, il étudie le marketing dans une école technique, puis fait trois courts passages dans les prisons syriennes pour son activisme, ses sympathies de gauche et ses liens avec Amnesty International. Il écrivait en effet des pamphlets en secret. Après l'arrestation de deux de ses associés en 2000, il fuit la Syrie pour s'installer à Coventry en Grande-Bretagne, où il tient la caisse d'un magasin de vêtements,. Il lance l'OSDH « avec l'ambition de dépolitiser un secteur trop souvent lié, selon lui, aux formations islamistes ou gauchistes » et pour mettre en évidence le sort des militants arrêtés à l'intérieur de la Syrie. Selon l'ancien diplomate et spécialiste de la Syrie Wladimir Glasman rédigeant un blog sous le nom d'Ignace Leverrier, l'OSDH a dans un premier temps été « implicitement autorisé à disposer, en Syrie, d'un noyau de correspondants » en offrant l'avantage de concurrencer « une autre organisation depuis longtemps installée en Grande Bretagne, le Comité syrien de Défense des Droits de l'Homme en Syrie », ce qui a permis à Bachar el-Assad d'« enlever aux Frères musulmans, à l'origine du CSDH comme de Levant News, leur exclusivité dans les deux domaines pour lui très sensibles de l'information et des Droits de l'Homme ».
Selon Benjamin Barthe, journaliste du Monde : « Les rumeurs les plus fantaisistes circulent sur ce sunnite laïc, présenté comme un alaouite apeuré par la révolution ou comme un pion des Frères musulmans. Sous la pression des autorités, qui ont placardé un immense poster à la gloire de Bachar Al-Assad sur la maison de sa famille, à Baniyas, sa propre mère en vient à le traiter d'agent de l'étranger ».
Seul militant du réseau à l'étranger, il revendique environ 200 contacts sur place, qui lui communiquent les chiffres des registres d'admission dans les hôpitaux et les témoignages de militants sur le terrain. Ses 200 correspondants syriens sont issus de son réseau politique de jeunesse, « pour la plupart des avocats dont on ne peut mettre en doute la sincérité de l'engagement dans la défense des prisonniers politiques, des détenus d'opinion et des membres de groupes islamistes ou réputés tels » d'après Ignace Leverrier. Hivin Kako, membre de l'organisation, affirme également qu'ils sont tous bénévoles. Selon les dires de Rami Abdel Rahmane, les militants de l'OSDH ne se connaissent pas entre eux et sont en contact anonyme par Internet, pour des raisons de sécurité. Quatre hommes résidant en Syrie aident Rami Abdel Rahmane à collecter les informations de ces contacts, tandis qu'un cinquième traduit les informations en anglais pour la page Facebook de l'organisation. D'après Rami Abdel Rahmane, « l'organisation n'accepte de nouveaux membres qu'après une période d'essais de six mois », et ce, après avoir été coopté par un autre membre. En février 2020, Rami Abdel Rahmane affirme que le réseau de l'OSDH compte 224 activistes présents dans toute la Syrie. Il indique cependant que huit d'entre-eux ont été tués par des bombardements du régime syrien, de la Russie ou de la coalition et que d'autres ont été exécutés par l'État islamique.
Amnesty International maintient des liens réguliers avec Rami Abdel Rahmane depuis 2006. En novembre 2011, celui-ci est reçu par le ministre des Affaires étrangères britannique William Hague avec d'autres opposants syriens.
Cet organisme est la source la plus importante utilisée par les principaux médias occidentaux pour la guerre civile syrienne depuis l'expulsion des journalistes étrangers, mais aussi par l'ONU jusqu'au début de l'année 2012, alors que d'autres ONG syriennes délivrent elles aussi des bilans quotidiens de victimes.
Le 8 juillet 2015, le site de l'OSDH est piraté par un groupe se faisant appeler « Jaich al-Khilafa al-Electroni » (Armée électronique du califat) et se réclamant de l'État islamique.

## Logos

Premier logo de l'Observatoire syrien des droits de l'homme de 2005 à 2011.
Deuxième logo de l'Observatoire syrien des droits de l'homme de 2011 à 2017.
Troisième logo actuel de l'Observatoire syrien des droits de l'homme depuis 2017.

## Controverses

### Qualité de l'information

#### Critiques d'ordre général
La quasi-exclusivité des sources d'informations sur la Syrie rendant souvent impossible leur vérification, les doutes entretenus par l'agence officielle syrienne Sana, et la méfiance des médias occidentaux envers cette dernière, rendent parfois difficile l'évaluation de la qualité des nouvelles diffusées par l'OSDH. Ainsi, de nombreuses nouvelles sont invérifiables à court terme. Moussab Azzawi, ancien coordinateur de l'OSDH, affirme qu'il n'est pas journaliste et ne devrait pas accomplir le travail des médias.
En 2020, Rami Abdel Rahmane déclare : « Obtenir des informations est compliqué, car tout le monde tente de faire de la désinformation. Je ne donne des chiffres que lorsque j’ai pu les recouper. Il est particulièrement difficile de savoir qui est à l’origine des bombardements, et donc des morts. Lorsque je n’en suis pas certain, je l’indique dans mon compte rendu : “Il semble que… ” De façon générale, il est difficile d’être certain à 100 % et il a pu m’arriver d’avoir un souci de crédibilité avec certaines de mes sources ».
Au cours du conflit syrien l'AFP, Reuters et AP s'appuient sur les communiqués de l'OSDH. Selon Sami Boukhelifa, journaliste au service international de RFI, « il y a une certaine relation de confiance qui a été établie avec les agences d'informations occidentales (...) il faut juste essayer de croiser ces informations, ces journalistes syriens avec qui Rami Abdel Rahmane est en contact sur le terrain, nous ici à RFI par exemple, nous sommes aussi en contact avec ces journalistes à Hama, à Raqqa, à Idleb, un peu partout en Syrie. Donc, on obtient les informations et on essaye de croiser tout simplement nos sources et Rami Abdel Rahmane a donné beaucoup d'informations à ces médias qui ont été vérifiées et qui se sont avérées exactes, donc c'est aussi à partir de là qu'il y a eu cette relation de confiance qui a été établie ».
En septembre 2016, Sammy Ketz, directeur du bureau de l'AFP à Beyrouth, déclare : « Quel meilleur gage d’objectivité que d’être critiqué à la fois par des belligérants aussi opposés que le régime et les rebelles ? [...] Nous vérifions régulièrement les chiffres qu’il (l'OSDH) avance avec les informations recueillies par nos informateurs sur le terrain, et c’est lui qui est toujours le plus proche de la réalité ».
Parmi les détracteurs de l'OSDH, on trouve notamment le site Infosyrie. Ce dernier a été créé par Frédéric Chatillon (proche du Front national) via son agence de communication Riwal, qui est par ailleurs prestataire du gouvernement de Bachar el-Assad (elle a notamment édité le site du ministère du Tourisme syrien).
Par ailleurs, les bilans chiffrés de l'OSDH sont parfois remis en cause,, notamment par les militants révolutionnaires des Comités locaux de coordination qui les jugent trop modérés. Ils sont également lacunaires : l'OSDH, bien qu'il mentionne les morts parmi les rangs du régime, n'est en effet « pas parvenu à déterminer le nombre exact de victimes chez les chabihas (miliciens) du régime » et « ne recense pas non plus les personnes soupçonnées par les rebelles de collaborer avec les services secrets syriens, qui ont été exécutées ».
Rami Abdel Rahmane assure de son côté que les informations de l'OSDH sont vérifiées et recoupées, ce que confirme Jean-Louis Doublet, rédacteur en chef du bureau du Moyen-Orient de l'AFP, qui dit accorder autant de crédit à l'OSDH qu'aux associations de défense des droits de l'homme comme Amnesty International ou Human Rights Watch. Gilles Paris, chef du service international du Monde, estime quant à lui que les chiffres donnés par l'OSDH « sont le plus souvent en convergence avec les décomptes de l'ONU ». Neil Sammonds, chercheur au Moyen-Orient pour Amnesty International, affirme : « En règle générale, les informations sur les meurtres de civils sont très bonnes, certainement parmi les meilleures, y compris les détails sur les conditions dans lesquelles les gens sont censés avoir été tués ». Les sources citées par l'organisme sont souvent l'AFP (qu'il alimente lui-même) et des coordinations internes (groupes de Syriens contestataires).

#### Critiques d'informations rapportées par l'OSDH
À l'automne 2011, l'OSDH a contribué à relayer la fausse information sur la mort de la jeune Syrienne Zainab al-Hosni, devenue martyre de la répression avant de réapparaître.
En mai 2012, son bilan de 114 morts pour le massacre de Houla est validé par une enquête de l'ONU.
En janvier 2013, le Haut-Commissariat de l'ONU aux droits de l'homme annonce une estimation de plus de 60 000 morts en Syrie lors de la guerre civile, fondée sur sept sources différentes et nettement supérieure à celle de l'OSDH (45 000). Cette publication suscite l'indignation de Rami Abdel Rahmane qui dénonce un rapport « politique » et rétorque : « Si nous possédions une véritable équipe d'enquêteurs sur le terrain, capables de se déplacer dans tout le pays, ils pourraient découvrir un bilan de plus de 100 000 victimes ».
En février 2013, alors qu'on annonce dans la presse que les combats ayant lieu du côté syrien de la frontière syro-libanaise ont fait trois morts au sein de l'organisation libanaise du Hezbollah,, Rami Abdel Rahmane affirme : « il ne s'agit pas de combattants du Hezbollah » ; et ajoute : « en dépit de nombreuses rumeurs autour de la présence en Syrie de combattants du Hezbollah, nous n'avons recueilli pour l'heure aucune preuve tangible en deux ans de conflit », précisant malgré tout que le Hezbollah contribue, avec l'Iran, à entraîner les forces armées syriennes. Mais en mai 2013, l'OSDH revient sur sa position et affirme que le mouvement a perdu 104 combattants en huit mois dans la guerre en Syrie, alors qu'une source proche de celui-ci avait comptabilisé 75 morts durant la même période.
En mai 2013, l'OSDH produit une estimation globale de plus de 94 000 morts en Syrie, dont 68 000 du côté de la seule opposition : cette dernière estimation est proche de celle du Centre de documentation des violations (réseau de militants antirégime), qui comptabilise environ 61 000 morts. Cependant, l'universitaire Thomas Pierret produit de son côté une estimation de 120 000 morts à cette date et juge que l'OSDH surestime le nombre de victimes alaouites.
En décembre 2014, Ignace Leverrier indique que certains opposants syriens « s'offusquent de la sous-évaluation de certains chiffres qu'il fournit [...], notoirement inférieurs à ceux des autres ONG et, surtout, [...] inconciliables avec le nombre des victimes de la torture et de la faim dans les seuls centres de détention des services de renseignements de Damas ». Ces opposants critiquent par ailleurs la tendance de l'OSDH « à accentuer, et parfois une volonté de créer de toutes pièces, le caractère confessionnel de certains évènements ».

### Liens et financement
L'Union européenne finance les activités de l'OSDH à partir du début de l'année 2013.
Rami Abdel Rahmane a été accusé d'appartenir aux Frères musulmans (bien qu'il soit de confession alaouite et athée), il s'en défend, et se défend également d'appartenir au parti communiste et se dit proche de militants syriens comme Michel Kilo. Fabrice Balanche, directeur du Groupe de recherches et d'études sur la Méditerranée et le Moyen-Orient (Gremmo), estime que l'OSDH « est un instrument de propagande favorable aux Frères musulmans » alors que « personne ne questionne les sources de l’OSDH, sa façon de rapporter les faits ». Fabrice Balanche affirme, en 2012, que l'OSDH gonfle les pertes de l’armée syrienne « pour faire croire à la débandade », et que l'OSDH est soutenu par Al Jazeera sur le plan logistique. Fabrice Balanche déclare en 2016, au sujet de l'OSDH, qu'« il s'est beaucoup amélioré. Au début du conflit, de 2011 à 2013, c'était un instrument de propagande financé par les Qataris, devenu la caisse de résonance de l'opposition syrienne. Aujourd'hui, ils sont un peu plus équilibrés, et leurs chiffres sont un peu plus réalistes, même s'ils sont loin d'être exhaustifs. La propagande est plus discrète, mais toujours là. Ce site a l'avantage de nous donner des faits. Quant au nombre de morts et de blessés qu'il indique, c'est de l'approximatif ». En 2012, Alain Chouet, ancien responsable de la DGSE, estime que l'OSDH, fonctionnant sur fonds saoudiens et qataris, « est en fait une émanation de l’Association des Frères Musulmans et il est dirigé par des militants islamistes dont certains ont autrefois été condamnés pour activisme violent ». Rami Abdel Rahmane et Moussab Azzawi contestent l'existence de financements du Golfe ; le premier affirme même avoir refusé des sources de financement d'origines arabe, américaine et libanaise.
Le Monde indique par ailleurs : « Sous la pression des autorités, qui ont placardé un immense poster à la gloire de Bachar el-Assad sur la maison de sa famille, à Baniyas, [la] propre mère [de Rami Abdel Rahmane] en vient à le traiter d'agent de l'étranger ».
Inversement, pour Ignace Leverrier, ancien diplomate, Rami Abdel Rahmane est un Alaouite et un « laïc convaincu » originaire de Banias, ce qui rend impossible une appartenance aux Frères musulmans. Selon lui, cette rumeur infondée a été lancée par le régime syrien à partir de 2011, lorsque l'OSDH est devenue gênante par sa dénonciation de « la férocité de la répression ». Le régime syrien a fait également courir le bruit que l'OSDH serait financée par les services de renseignements britanniques. Ignace Leverrier affirme en revanche que Rami Abdel Rahmane serait proche de la Coordination des Forces de Changement démocratique, opposée à toute intervention occidentale en Syrie, et que les opposants syriens accusent l'OSDH de diffuser des informations erronées, de travailler « consciemment au profit du régime de Bachar al-Assad », et de faire partie du système de propagande du régime à destination de l'opinion occidentale.
En 2011, l'OSDH se trouve sur la liste des associations financées par le National Endowment for Democracy financé lui-même par le Congrès américain.

### Conflit avec Moussab Azzawi
Moussab Azzawi, ancien coordonnateur de la section internationale de l'OSDH, finit par quitter l'organisation et gérer un site concurrent portant le même nom à la fin de l'année 2011. Il attaque alors Rami Abdel Rahmane sur de nombreux points : en effet, il lui reproche d'utiliser un faux nom, d'usurper le site de l'OSDH, d'être incapable de communiquer professionnellement en anglais, d'avoir un niveau d'instruction très modeste, d'avoir pour première compétence d'installer des antennes satellites, de vouloir s'assurer un poste ministériel dans un gouvernement de transition, d'être un membre du Comité national de coordination des forces de changement démocratique en Syrie (CNCD), et évoque de possibles liens entre son ex-collègue et les services de renseignement syriens ainsi que Rifaat el-Assad. Mis à part la première attaque, Rami Abdel Rahmane nie en bloc et affirme être la seule personne à pouvoir parler au nom de l'OSDH,.
Rami Abdel Rahmane estime que la campagne menée contre lui a commencé après sa rencontre en novembre 2011 avec Haytham Manna, représentant du Comité national de coordination des forces de changement démocratique en Syrie (un groupe syrien d'opposition concurrent au Conseil national syrien), mais nie qu'elle provienne du CNS ou des Frères musulmans. Haytham Manna soutient Rami Abdel Rahmane et pense que la tentative de le discréditer vient de son insistance pour la précision.
Rami Abdel Rahmane et Moussab Azzawi s'opposent également sur la politique à mener dans le cadre de la guerre civile syrienne. Alors que le premier s'est dit opposé dans le journal libanais Al-Akhbar à une intervention de l'OTAN en Syrie comme elle avait eu lieu en Libye, assurant qu'il voulait la démocratie et non la destruction de son pays (et suivi en cela par sa collègue de l'OSDH Hivin Kako), le second a prôné une intervention internationale sur le modèle de la Libye en novembre 2011 sur CNN. Le Monde invoque ce désaccord politique pour expliquer le départ d'Azzawi.